# Dietrich Dörner
Dietrich Dörner (Berlino, 28 settembre 1938) è uno psicologo tedesco, professore e preside di psicologia generale e teoretica presso l'Istituto di Psicologia teorica all'Università di Otto-Friedrich a Bamberga, in Germania.
Nel 1986 ricevette il Premio Gottfried Wilhelm Leibniz dal "Deutsche Forschungsgemeinschaft", l'onorificenza più importante per i ricercatori tedeschi.
Le pubblicazioni più famose sono The Logic of Failure e Bauplan für eine Seele.
Le sue ricerche hanno inoltre contribuito alla Teoria Psi dell'architettura cognitiva.